# Karl Heyden (Maler)
Karl Heyden, auch Carl Heyden (* 15. November 1845 in Köln; † 1933 in Düsseldorf), war ein deutscher Genre-, Stillleben-, Porträt-, Veduten-, Architektur- und Landschaftsmaler der Düsseldorfer Schule.

## Leben
Heyden studierte an der Kunstakademie Düsseldorf bei Karl Ferdinand Sohn und Eduard Bendemann, 1869 bis 1870 bei Wilhelm Sohn. Er unternahm mehrere Studienreisen durch Belgien, Deutschland und Frankreich. Zwischen 1876 und 1916 nahm er an zahlreichen Ausstellungen in Berlin, Bremen, Magdeburg, München, Dresden und Düsseldorf teil. Heyden war Mitglied des Künstlervereins Malkasten. Der Porträt- und Genremaler Christian Heyden war sein Bruder.

## Werke (Auswahl)
- Das Neugeborene
- Das jüngste Familienmitglied
- Eine interessante Geschichte
- Junges Bauernpaar im Garten
- Der bezaubernde Flötenspieler

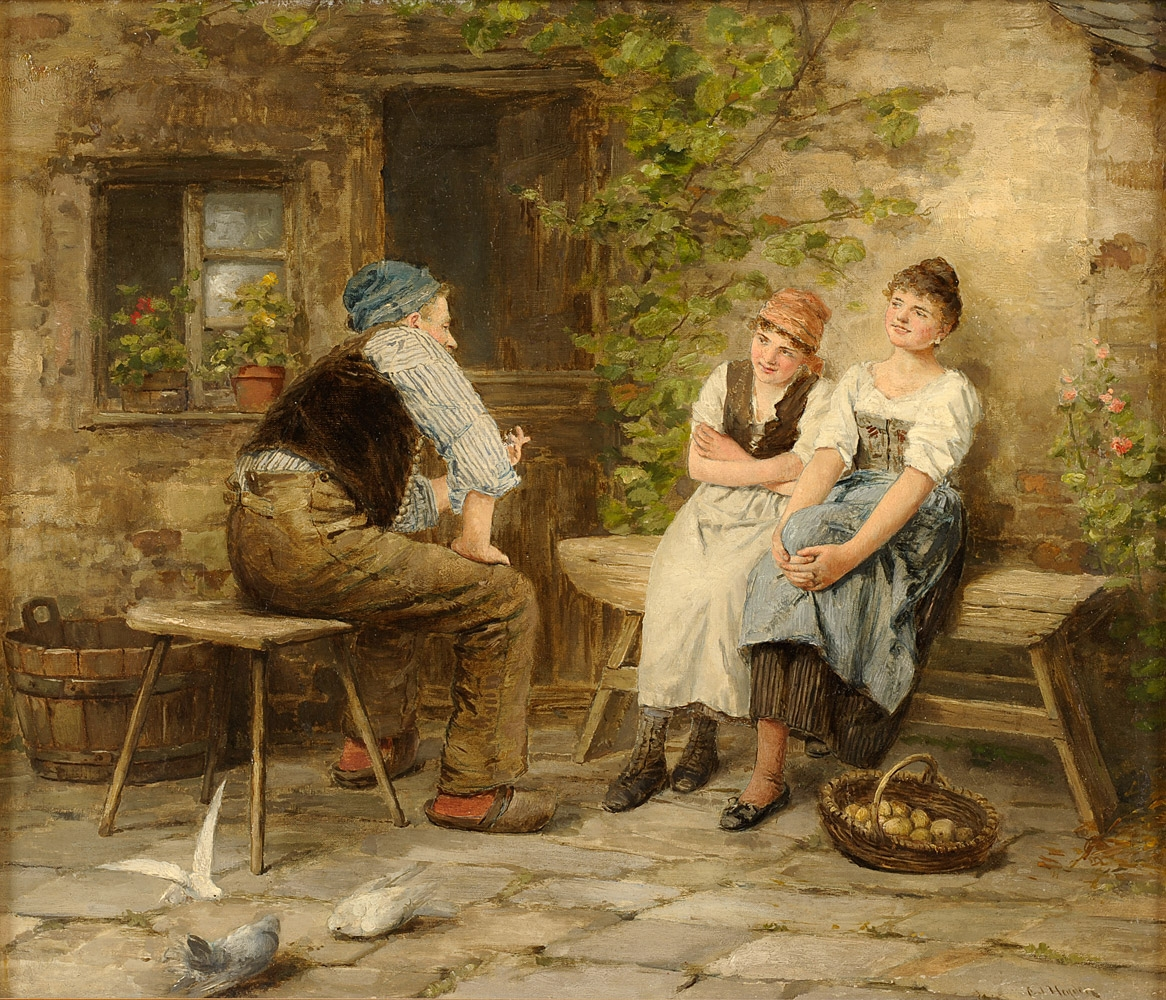
Eine interessante Geschichte

- Ein Klarinettenständchen für die Küchenmagd
- Vor dem Ball
- Der Künstler in seinem Atelier, vor der Staffelei sitzend
- Stillleben mit Wein und Früchten
- Stillleben mit Fliederstrauss, Sektglas und Jugendstilvase
- Das Rathausportal in Rothenburg ob der Tauber
- Brunnen auf dem Marktplatz
- Kircheninneres, Blick in die Düsseldorfer Lambertuskirche mit Darstellung des Sakramentshäuschens
- Porträt einer jungen Dame mit Hut
- Waldlichtung mit Reh, 1909